# Maurice Hochepied
Maurice Hochepied (n. 9 octombrie 1881, Lille, Franța – d. 22 martie 1960, Lille, Franța) a fost un jucător de polo pe apă ce a reprezentat Franța, medaliat olimpic. A participat la o ediție a Jocurilor Olimpice (1900) în care a câștigat o medalie de argint.

## Participări
Lista de mai jos prezintă principalele competiții la care a participat Maurice Hochepied de-a lungul carierei.
- natation aux Jeux olympiques d'été de 1900 – 200 mètres par équipes hommes[*]